# روس ستيفنسون
روس ستيفنسون (بالإنجليزية: Ross Stevenson)‏ هو كاتب أسترالي، ولد في 25 أغسطس 1957.